# Бен Шапиро
Бен Шапиро (енгл. Ben Shapiro; Лос Анђелес, 15. јануар 1984) је амерички новинар и адвокат.

## Биографија
Завршио је средњу школу са шеснаест година и факултет са двадесет (политичке науке на Универзитету Калифорније у Лос Анђелесу.
Радио је у угледној адвокатској канцеларији, покренуо и једно време водио веб-страницу „TruthRevolt” (који системски прати сва угрожавања права на слободу мишљења, био уредник познатог конзервативног сајта „Брајтбарт њуз” (са Стивом Беноном на врху хијерархијске пирамиде и једно време са Мајлом Јанопулосом) да би 2015. основао сопствени идеолошки инфо-портал „Дејли вајр”, на коме викендом има свој радио програм.
Објавио је десетак књига, а води и сопствену агенцију за медијски консалтинг са бројним клијентима.
Шапиро је ортодоксни Јеврејин (његови преци потичу из Русије). Ожењен је и има сина и ћерку.

## Каријера

### Као Аутор
Шапиро је био интригиран политиком још од малих ногу. Започео је националну синдикатску колумну када је имао 17 година и написао је две књиге до своје 21 године.
У 2011, HarperCollins објављуље Шапирову четврту књигу, Primetime Propaganda: The True Hollywood Story of How the Left Took Over Your TV (Врхунац Пропаганде: Права Холивудска Прича о томе како је левица узела ваш ТВ), у којој Шапиро тврди да Холивуд има левичарску агенду која активно промовише забавне емисије у ударним терминима. У књизи, продуценти Happy Days and M*A*S*H (Срећни Дани и М*А*Ш*Х), кажу да су у тим серијама водили про-пацифистички, анти-Вијетнамски ратни програм. Исте године када је изашла Primetime Propaganda, Шапиро је постао сарадник у David Horowitz Freedom Center.
У 2013 Threshold Editions публиковала је Шапирову пету књигу. Bullies: How the Left's Culture of Fear and Intimidation Silences Americans (Силеџије: Како Левичарска култура страха и претњи ућуткује Американце.)
у 2019, Шапиро објављује књигу The Right Side of History: How Reason and Moral Purpose Made the West Great (Права страна Историје: Како су разум и морална сврха начиниле запад великим) која се фокусира на вредности јудео-хришћанских вредности и жали се на пад тих вредности у модерној Америци. У Интервјуу на ббЦ-у у мају 2019. године, где је Шапиро промовисао своју књигу, анкетар Andrew Neil је сугерисао да Шапирова историја примедби није усклађена са поруком у књизи. Шапиро се увредио током испитивања, оптуживши Neil-а (истакнутог британског конзервативног новинара) да је левичар, рекао је Neil да је покушао 'брзо да заради... од чињенице да сам популаран а о теби нико никада није ни чуо', и излетео је из интервјуа. Касније је Шапиро признао да га је 'уништио' Neil, коментарисајући свој властити твитер феед да је 'прекршио властито правило и није био припремљен.

### Као Колумниста
Године 2012., Шапиро је постао главни уредник Breitbart News, конзервативног сајта који је основао Andrew Breitbart. У марту 2016. године, Шапиро је поднео оставку на месту главног уредника Breitbart News након што је окарактерисао недостатак подршке за репортерку Michelle Fields као одговор на њен наводни напад од стране Corey Lewandowski, бившег менаџера кампање Доналда Трампа(Donald Trump). Breitbart је објавио дело, лажно приписано псеудониму Шапировог оца, говорећи: “Бен Шапиро издаје лојалне Бреитбартове читаоце у потрази за Fox News сарадњом. “, који је Breitbart касније избрисао. Након што је напсустио Breitbart News, Шапиро је био честа мета антисематске реторике алт-деснице. Према анализи Лиге за борбу против клевете из 2016. године, Шапиро је био најчешћа мета антисематских твитова против новинара.
Шапиро је 7. фебруара 2013. објавио чланак у којем се наводе извори Сената који су навели да је група под називом “Пријатељи Хамаса” била међу страним сарадницима у политичкој кампањи Chuck Hagel, бившег америчког сенатора који је чекао потврду као сенатор одбране као кандидат председника Бараке Обаме, али неколико недеља касније Slate репортер David Weigel је известио да нема доказа да је таква група постојала. Шапиро је рекао Weigel-у да је прича коју је објавио била “цела информација коју је имао”.
Дана 7. октобра 2013. године, Шапиро је био суоснивач TruthRevolt, америчке веб странице чувара медија и активизма, у сарадњи са David Horowitz Freedom Center. TruthRevolt је престао са радом у марту 2018. године.

### Као Домаћин Емисије
У Јулу 2015. године, Шапиро и активиста за трансродна права Zoey Tur били су на Dr. Drew On Call како би разговарали о додељивању награде Arthur Ashe Courage Award, дотичној Caitlyn Jenner. Након што је Шапиро више пута споменуо Zoey са мушким заменицама, Zoey га је ухватио за врат и запретио уживо у емсији да ће га “послати кући у колима хитне помоћи”. Шапиро је касније поднео полицијски извештај.
Шапиро је основао The Daily Wire 21. септембра 2015. Он је главни и одговорни уредник и водитељ његовог онлајн политичког подкаста The Ben Shapiro Show, који се емитује сваког радног дана. Од новебмра 2017. подкаст је преузет 10 милиона пута сваког месеца. Westwood One је почео са синдикацијом The Ben Shapiro Show на радију 2018. У 2018. години Politico је подкаст описасо као “масивно популаран”. Више компаније је одбацило своја спонзорства из Шапирове емисије након што је на митингу "За Живот" против абортуса 2019. године рекао да неће убити “бебу Хитлера” зато што је “беба”, као одговор на аргумент о правима на абортус да абортус смањује стопу криминала. Он је одговорио пишући да су медији његову изјаву извукли из контекста “у сврху кликова и исмејавања”, и медијско извештавање о његовој изјави упоредили су са широким нетачним извештавањем о сукобу Lincoln Memorial у јануару 2019, који се догодио у близини Марша за Живот.
До 2016. године био је један од домаћина за KRLA's The Morning Answer, конзервативну радио емисију. Интерни е-маилови су показали да се Шапиро суочава са притиском извршних директора Salem Media, синдиката који је био власник емисије, да би подржао Доналда Трампа током председничких избора 2016. године. Међутим Шапиро је остао веома критичан према Трампу током свих избора.
У Септембру 2018. године, Шапиро је почео са организацијом The Ben Shapiro Election Special на Fox News. Ограничен број емсија обухватила је вести и питања везана за средњорочне изборе 2018. године.
Шапиро се често појављивао на ПрагерУ-у са разговорима о интесекционалности и Холивуду са погледима од 4.9 М до 8.4М од децембра 2018 године.

### Као предавач на Факултетима
Шапиро често говори на бројним универзетским кампусима широм Америке, често да презентује своје конзервативне ставове о контроверзнијим темама. Он је говорио на 37 кампуса од почетка 2016. до краја 2017. године.
Неки Студенти и чланови факултета на Калифорнијском државном универзитету у Лос Анђелесу су се успортивили говору који је Шапиро, који је тада био уредник у Breitbart News, требало да одржи на универзитету 25. фебруара 2016., под називом “Када различитост постаје проблем”. Председник универзитета Вилијам Ковино отказао је говор три дана пре него што је одржан, са намером да га промени тако да би догађај могао садржавати различита гледишта на тему различитости кампуса. Ковино је на крају преокренуо своју одлуку, допуштајући да се говор настави као што је планирано. На дан говора, студенти протестанти су формирали људске ланце, блокирајући врата догађаја, и организујући протесте за догађај. Када је Шапиро почео свој говор, протестант је повукао аларм. По завршетку говора, Шапира је испратила полиција кампуса. Фондација за младу Америку објавила је да подноси тужбу против универзитета (са Шапироом као једним од тужитеља), тврдерћи да су права првог и четрнаестог амандмана учесника нарушена Ковиновим покушајем укидања догађаја, као и физичким барикадирањем ученика до уласка или изласка из догађаја.
Дана 14. септембра 2017. године, Шапиро је одржао говор на позив студентске организације University of California, Berkeley републиканаца, где је критиковао политику идентитета. Догађај је укључивао велико присуство полиције које је обећао Berkeley канцелар Carol T. Christ у свом писму из августа које је подржавало слободу говора. Заједно, универзитет и град Berkeley потрошили су 600.000 долара на полицију и безбедност за догађај, који се догодио са девет хапшења, али без већих инцидената.

## Погледи

### Политичка идеологија
The New Yorker, Haaretz и Vox описали су Шапира као припадника "десног крила". The New York Times описао је Шапирове ставове као "изузетно конзервативне". У 2016, Шапиро је себе описао као "у суштини либертаријанац". Он оптужује левицу да верује у имагинарну "хијерархију жртвовања" у којој се ставови припадника прогоњених група као што је ЛГБТ заједница даје већу подршку. Он је тврдио да маинстреам либерализам доминира културом кроз популарну забаву, медије и академску заједницу на начин који оставља конзервативце осећајем обесправљености, и води до избора Доналда Трампа на председничким изборима 2016. године.
Године 2006., Шапиро је позвао на поновно успостављање закона о побуни. Он је као "нелојалан" и "бунтован" навео говоре критичара администрације Џорџа В. Буша од стране демократа Ала Гора, Џона Керија и Howard Dean. Шапиро је касније повукао те погледе у колумни из 2018. године, наводећи да је његова колона "Апсолутно лоша. То је смеће" и да је идеја била "инхерентно идиотска". Шапиро је касније описао председника Барака Обаму као "филозофског фашисту".
У септембру 2017., током интервјуа са Dan Harris из ABC's Nightline, Шапиро је снажно критиковао алт-десни покрет, наводећи: "То је покрет смећа састављен од смећа. То нема никакве везе са уставним конзервативизмом."
Шапиро је позвао на снижавање пореза на веома богате. Он је такође подржао приватизацију социјалног осигурања, криминализујући абортус и укидање Закона о приступачној нези. Шапиро је признао да се климатске промене догађају, али је довео у питање "који проценат глобалног загревања се може приписати људској активности."

### Муслимани
У видеу на Јутјуб-у под називом "The Myth of the Tiny Radical Muslim Minority" из 2014. године, Шапиро је рекао: "Ми смо изнад 800 милиона муслимана који су радикализовани - више од половине муслимана на земљи. То није мањина ... мит о малој радикалној муслиманској мањини је управо то: то је мит “. Анализа видеа PolitiFact-а и Channel 4 News у Великој Британији одбацила је његове тврдње.
У чланку из 2002. године, Шапиро је написао: "Постаје ми стварно мука од људи који жале за цивилним жртвама ... када видим у новинама да су цивиле у Авганистану или на Западној обали убили амерички или израелски војници, мене је стварно брига". Шапиро је изјавио да "један амерички војник вриеди много више од авганистанског цивила", оптужујући афганистанске цивиле да су "фундаменталистички муслимани" који пружају покриће за терористе или им дају новац. Шапиро се касније извинио због ових тврдњи. Он је навео да је чланак из 2002. године био "само лош комад, обичан и једноставан, и нешто што бих желио да никада нисам написао". Он је рекао да, иако се и даље делимично слаже са главним ставом његовог чланка - "морамо да израчунамо ризик за америчке чланове службе када дизајнирамо правила ангажовања" - изразио је [ту тачку] на најгори могући начин и поједноставио питање изван граница морала (посебно сумњом у цивилни статус неких цивила) .
У 2016. години, Шапиро је промовисао чланак написан за The Daily Wire, који је описао муслиманско присуство у Европи као "болест", а муслиманског мушкарца као "нецивилизованим".

### Абортус
Шапиро подржава забрану абортуса, укључујући случајеве силовања и инцеста. Он је споменуо жене које имају абортусе као "убице деце".
Године 2019. Шапиро је говорио на годишњем "March for Life" у Вашингтону, Д. Ц., где је сматрао абортус "насилним чином".

### ЛГБТ Права
Шапиро се успротивио пресуди Врховног суда Obergefell v. Hodges, која је сматрала да су забране истополног брака неуставне. Међутим, он се противи умешаности владе у брак, рекавши: "Мислим да влада смрди на ово" и изражавајући забринутост да због одлуке у Obergefell v. Hodges, влада може у одређеном тренутку покушати присилити верске институције да изведу истополна венчања против њихове воље. Према Slate-у, Шапиро је описао хомосексуалну активност као грех. Рекао је да "мушкарац и жена раде бољи посао одгајања детета од два мушкарца или две жене".
Он је изјавио да сматра да о истополном браку не би требало подучавати ученике у школама, говорећи: "У Калифорнији су већ дониели законе које морате предавати истополним браковима у јавним школама, на пример ... отишао сам у јавну основну и средњу школу, не знам зашто ме влада учи о томе. Ово је за моје родитеље да ме науче. То је ствар вредности ". Он такође каже:" Ја сам веома анти-геј-брак у социјалном смислу. Као религиозна особа, мислим да је хомосексуалност грех, мислим да су многе ствари греси у које људи упуштају, и да би требало да се слободно укључе у њих. ". Southern Poverty Law Center је 2014. оспорио је Шапирову тврдњу да Сједињене Државе "нису земља која дискриминира хомосексуалце" и да "постоји огромна количина дискриминације против хомосексуалаца у овој земљи", побијајући његову анализу злочина из мржње статистике.
Шапиро верује да трансродни људи пате од душевне болести, називајући је родном дисфоријом. (Америчка психолошка асоцијација не дефинира да је трансродност као душевна болест, јер се "родна дисфорија" дијагностицира само ако појединац пати од значајних тегоба као резултат њиховог родног идентитета.) Шапиро је коментарисао,"Не можеш магично да промени твој род. Не можеш магично да промениш свој пол, "изједначавајући ово са променом нечијех година старости.